# Nélida Piñon
Nélida Piñon, nome completo Nélida Cuiñas Piñon (Rio de Janeiro, 3 maggio 1937 – Lisbona, 17 dicembre 2022), è stata una scrittrice brasiliana con nazionalità spagnola. È stata membro dell'Accademia Brasiliana delle Lettere, nel 2005 ha ottenuto il Premio Principe delle Asturie.

## Biografia
Figlia di Lino Piñon Muiños e Olivia Carmen Cuiñas Piñon, spagnoli di origine gallega, il suo nome è l'anagramma del nome del nonno, Daniel.
Laureata in Giornalismo alla Pontifícia Università Cattolica di Rio de Janeiro, è stata editrice e membro del consiglio editoriale di varie riviste brasiliane e straniere. Assunse anche incarichi di consigliera consultiva in diversi enti culturali della sua città natale.
Il suo primo scritto letterario fu un romanzo intitolato Guia-mapa de Gabriel Arcanjo, pubblicato nel 1961, che ha come tema il peccato, il perdono e la relazione dei mortali con Dio.

Nélida Piñon

Nélida Piñon è "immortale" dell'Accademia Brasiliana delle Lettere (della quale è stata anche la prima presidente donna) e "accademica corrispondente" dell'Accademia delle Scienze di Lisbona. Nel giugno 2007 fu nominata membro corrispondente dell'Accademia Messicana delle Lettere.
Le sue opere sono state tradotte in innumerevoli paesi: nei suoi 35 anni di attività letteraria ha ricevuto vari premi. Il più recente è stato il Premio Principessa delle Asturie delle Lettere del 2005, ricevuto nella città spagnola di Oviedo. In questo premio hanno concorso scrittori di fama mondiale, come i nordamericani Paul Auster e Philip Roth, e l'israeliano Amos Oz; in tutto, più di 16 paesi erano rappresentati nel concorso.
È morta a Lisbona il 17 dicembre 2022 a 85 anni.

## Opere

### Romanzi
- Guia-mapa de Gabriel Arcanjo (1961)
- Madeira feita de cruz (1963)
- Fundador (1969)
- A casa da paixão (1977)
- Tebas do meu coração (1974)
- A força do destino (1977)
- A república dos sonhos (1984)
- A doce canção de Caetana (1987)
- Até amanhã, outra vez (1999)
- Cortejo do Divino e outros contos escolhidos (2001)
- Vozes do deserto (2004) - Tradotto in italiano dal titolo "Le Voci del deserto" edito da Voland

### Racconti
- Tempo das frutas (1966)
- Sala de armas (1973)
- O calor das coisas (1980) - Tradotto in italiano dal titolo "Il nuovo regno" edito da Giunti Editore
- O pão de cada dia: fragmentos (1994)

### Infantili/gioventù
- A roda do vento (1996)

### Saggi
- O presumível coração da América (2002)
- Aprendiz de Homero (2008)
- O ritual da arte (inédito)